# Alena Eiglová
Alena Eiglová (prov. Sosíková) (* 7. února 1984 Jihlava) je česká zápasnice – judistka a sambistka.

## Sportovní kariéra
Zápasit začala v rodné Jihlavě. Prošla juniorskými reprezentačními výběry juda a samba. V zápasu sambo je juniorskou mistryní světa za rok 2004. V české seniorské judistické reprezentaci se pohybovala od roku 2001. Vrcholově se připravovala v Hradci Králové v tréninkové skupině s Andreou Pokornou. Od roku 2003 startovala v polotěžké váze do 78 kg, ve které se v roce 2004 na olympijské hry v Athénách nekvalifikovala. V roce 2005 vybojovala třetí místo na mistrovství Evropy do 23 let v Kyjevě.
V roce 2006 měla výborný start do sezony. Po vítězství na světovém poháru v Bukurešti však nepotvrdila ambice na mistrovství Evropy v Tampere. Vše si vynahradila na podzim na mistrovství Evropy do 23 let v Moskvě, kde obsadila výborné druhé místo. Tento výsledek jí vynesl vítězství v anketě judista roku za rok 2006. V roce 2007 a 2008 na úspěšnou sezonu 2006 nenavázala a na olympijské hry v Pekingu se nekvalifikovala.
V roce 2010 zimě v přípravě utrpěla zranění kolene a na tatami se vrátila po roce. V únoru 2011 na světovém poháru v Praze předvedl výborný výkon, když v úvodním kole vyřadila olympijskou vítězku Číňanku Jang Siou-li. Na stupně vítězů však nedosáhla. Své druhé vítězství ve světovém poháru si nechala na závěr roku do exotické Apie na ostrově Samoa, kde mimo jiné vyřadila olympijskou medailistku Korejku Čong Kjong-mi. Do olympijského roku 2012 šla s reálnou nadějí kvalifikace na olympijské hry v Londýně, ale kvůli slabým výsledkům se na olympijské hry nekvalifikovala. Od roku 2013 zůstala v reprezentačním A-týmu žen sama a startovala v nižší střední váze do 70 kg. V roce 2015 se účastnila Evropských her v Baku.

### Výsledky na mezinárodních turnajích
- 2005 - 5. místo (Praha)
- 2006 - 1. místo (Bukurešť), 2. místo (Tallinn), 3. místo (Varšava)
- 2008 - 5. místo (Rotterdam)
- 2009 - 5. místo (Lisabon)
- 2010 - 5. místo (Sofie)
- 2011 - 1. místo (Apia), 5. místo (Čedžu)
- 2012 - 5. místo (Bukurešť)
- 2014 - 5. místo (Miami)

## Výsledky
| Olympijské hry     | —   |     |     |    | —  |    |     |     | —   |     |   |     | —   |   |     |   |  |  |  |  |  |  |  |  |  |  |  |
| Mistrovství světa  |     | —   |     | —  |    | —  |     | úč. |     | úč. | — | —   |     | — | —   | — |  |  |  |  |  |  |  |  |  |  |  |
| Evropské hry       |     |     |     |    |    |    |     |     |     |     |   |     |     |   | úč. |   |  |  |  |  |  |  |  |  |  |  |  |
| Mistrovství Evropy | —   | —   | —   | —  | 7. | —  | úč. | úč. | úč. | —   | — | úč. | úč. | — | úč. | — |  |  |  |  |  |  |  |  |  |  |  |
| ME do 23 let       |     |     |     | —  | 5. | 3. | 2.  |     |     |     |   |     |     |   |     |   |  |  |  |  |  |  |  |  |  |  |  |
| MS juniorů         | —   |     | 7.  |    |    |    |     |     |     |     |   |     |     |   |     |   |  |  |  |  |  |  |  |  |  |  |  |
| ME juniorů         | —   | úč. | úč. | 3. |    |    |     |     |     |     |   |     |     |   |     |   |  |  |  |  |  |  |  |  |  |  |  |
| ME dorostenců      | úč. |     |     |    |    |    |     |     |     |     |   |     |     |   |     |   |  |  |  |  |  |  |  |  |  |  |  |